# Landingsbane
En landingsbane er et afgrænset område af en lufthavn eller flyveplads, som bruges af flyvemaskiner til at lette fra og lande på (derfor omtales banen også som startbane). Da start og landing med et fly er lettest og sikrest i direkte modvind, anlægges en landingsbane gerne i den vindretning, der er mest fremherskende i det pågældende område.
Det skal dog bemærkes, at mange fly godt kan lande med sidevind – og piloter trænes faktisk i sådanne landinger.

Længden af en landingsbane varierer fra nogle få hundrede meter til 4 kilometer (bruges af almindelige, store rutefly). En amerikansk rumfærge anvender verdens længste landingsbane, som er 5 kilometer lang. Selve banen kan være en flad græsmark eller bar jord, eller være belagt med asfalt eller beton.

## Lys og markeringer
Bortset fra de mindste landingsbaner af græs eller jord har banen almindeligvis nogle markeringer og lys. Streger og andre ikke-lysende markeringer på en landingsbane er altid hvide, modsat de såkaldte rulleveje, hvor afstribningen konsekvent er gul.

### Banenumre
Landingsbaner er forsynet med et nummer i hver ende, og nummeret i den ene ende af en landingsbane fortæller, hvilken kompasretning banen har målt i dekagrader: Ligger banen f.eks. i øst/vestlig retning, vil et fly, der lander i den østlige ende, pege mod stik vest, eller kurs 270. Denne kurs deles med 10 og rundes op eller ned til nærmeste heltal, dvs. 27, så nummeret i banens østlige ende bliver "27". Ved landing i samme banes vestlige ende skal et fly holde kurs 90, så nummeret på banens vestlige ende bliver "09".
Da jordens magnetfelt flytter sig, så sker det, at kompasretningen for en bane ændres så meget, at det bliver nødvendigt at ændre banenumrene, så de stemmer overens med kompasretningen for banerne.

I større og travle lufthavne har man gerne flere parallelle landingsbaner, hvilket ville give anledning til ens banenumre. For at undgå forveksling tilføjer man et L for "Left" (engelsk for "venstre"), et R for "Right" (engelsk for "højre"), og (i tilfælde af tre parallelle baner) et C for "Center". Af to parallelle baner i øst/vestlig retning får den nordlige bane således nummer 27R i den østlige ende, da flyets næse peger i vestlig retning mod 270 grader, og 09L i den vestlige ende, og den sydlige bane har nummer 27L i den østlige ende, og 09R i den vestlige ende.
Banens aktuelle nummer afgøres af vindretningen, da flyet skal starte og lande mod vinden. Ved sidevind afgør flyvelederen ud fra meteorologiske oplysninger, hvornår banenummeret skifter.

### Centerlinje
En stiplet hvid linje markerer midten af banen, lidt ligesom på almindelige bilveje. Ved start og landing tilstræber piloten at holde næsehjulet på eller meget nær ved denne, så de to andre hjul er så langt fra banens kanter som muligt. På landingsbaner, der bruges om natten, er der bygget hvide lys ind i selve banens overflade, så piloten ved en natlig landing ser centerlinjen som en "perlekæde" af hvide lyspletter. Under starten med et fly oplever man undertiden nogle rytmiske "bump", hvis tempo stiger med flyets fart; de kommer af, at flyets næsehjul kører hen over de indbyggede lys i centerlinjen.

### Kantlinjer
Begge kanter af banen er markeret med en fuldt optrukken hvid linje. Som med centerlinjen på baner, der bruges om natten, kan der være monteret hvide lys i eller umiddelbart nær ved denne linje.

### Tærskelmarkering
En landingsbanes ender omtales som tærskler (på engelsk: "threshold"), og de er markeret med en bred, hvid stribe tværs over baneoverfladen. For landingsbaner, der bruges om natten, kan denne tærskellinje være markeret med nogle særlige lamper, der lyser rødt til den ene side og grønt til den anden: For en pilot, der lander om natten, ses den nærmeste tærskel som en række grønne lys, mens den fjerne ende af banen markeres af røde lys – uanset hvilken ende man ser banen fra.

### VASI/PAPI
VASI (akronym for "Visual Approach Slope Indicator") og PAPI (akronym for "Precision Approach Path Indicator") er forskellige arrangementer af lamper, begge opstillet umiddelbart ved siden af en tærskel: De lyser rødt eller hvidt afhængigt af betragtningsvinklen – grænsen mellem rødt og hvidt lys varierer lidt mellem lamperne, så en pilot, der ankommer i den rette nedstigningsvinkel til landing, ser lige mange røde og hvide lys. Ligger han/hun for højt, ses lutter (eller et overtal af) hvide lys, mens man fra en for lav vinkel ser flest eller alene røde lys.

## Instrumentlandingssystem
Landingsbaner ved større lufthavne er gerne udstyret med instrumentlandingssystem; et arrangement af antenner i banens umiddelbare nærhed, som udsender to vifteformede strålebundter af radiobølger med høj frekvens. De to strålebunder står vinkelret på hinanden og overlapper i en zone, der nøje følger den ideelle indflyvningsrute på den sidste del af landingen.
Modtageudstyret i flyet afkoder de to signaler, og viser piloten om flyet er over/under hhv. til højre/venstre for den ideelle rute. Denne information kan også bruges af en eventuel autopilot, som derudfra er i stand til automatisk at følge den ideelle indflyvningsrute.